# Битва при Кел'ї

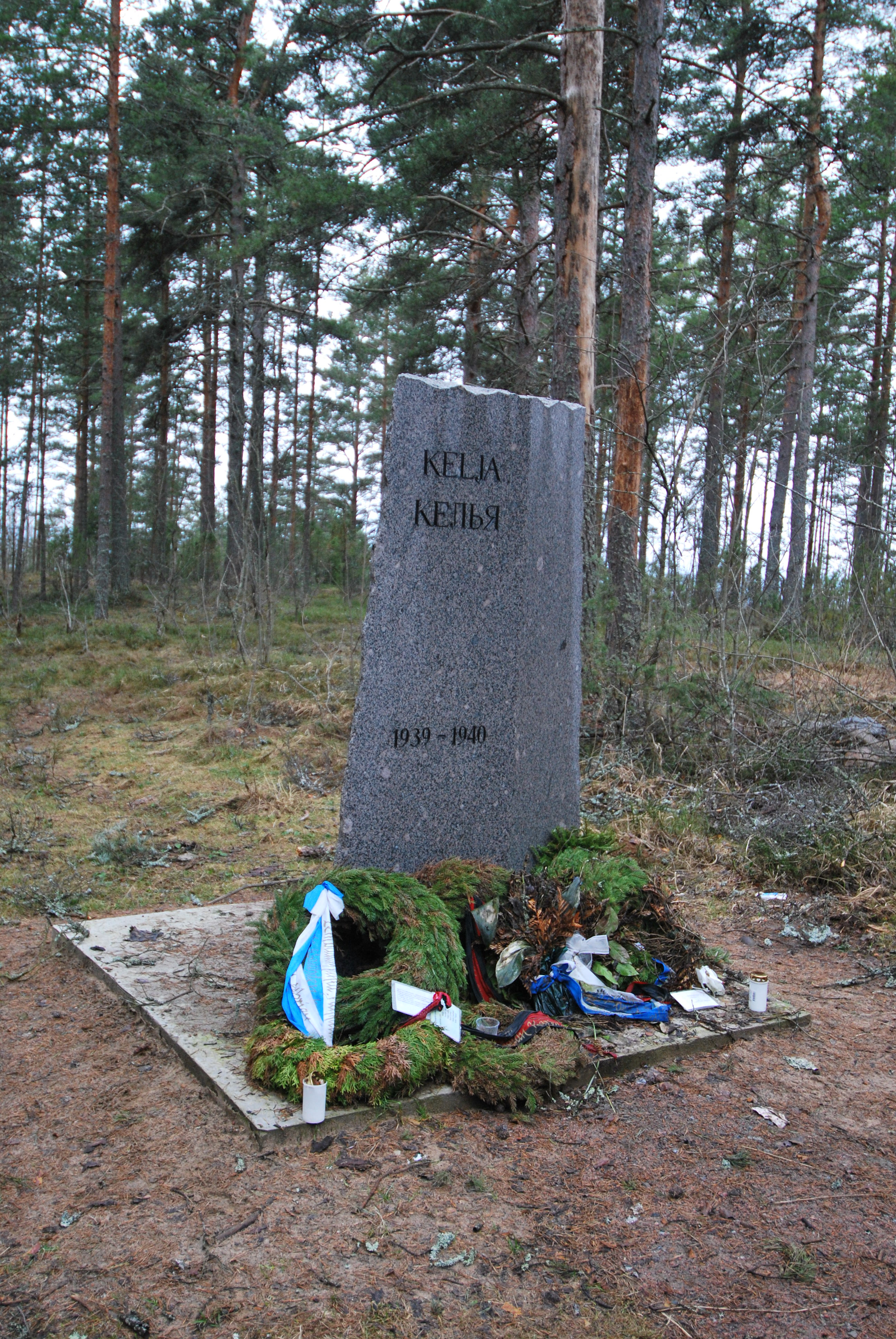
Пам'ятник на місці фінського села Келія

Бій при Кел'ї — битва, що відбувалася з 25 грудня до 27 грудня 1939 року в селі Кел'я (зараз — селище Портове Приозерського району Ленінградської області) і її околицях, була частиною радянсько-фінської війни між Фінляндією і СРСР.

## Напередодні битви
За кілька тижнів до початку наступу СРСР весь сектор Тайпале (Битва за Тайпале) піддавався інтенсивному артилерійському обстрілу і щоденним піхотним атакам. Всі ці атаки були відбиті, в основному фінською артилерією. Піхотні атаки досягли свого апогею 17 грудня і раптово припинилися наступного дня. Проте артобстріли посилилися і тривали протягом усього вторгнення. В останні дні перед головним наступом фінські літаки-розвідники повідомили про прибуття на фронт радянської 4-ї стрілецької дивізії, а наземні розвідники повідомили про незвичайно велику кількість радянських солдатів у цьому районі.

## Битва

### 25 грудня
Наступ розпочався рано вранці, коли радянські солдати під покровом темряви перетнули вкрите кригою озеро Суванто (зараз — Суходольське озеро). Завдяки густому снігопаду атака була майже цілковито несподіваною. Радянські війська відкрили масований артилерійський вогонь по форту Патоніємі, в стороні від основного удару на Кел'ю. Коли перші радянські солдати досягли плацдарму, артилерія нарешті відкрила вогонь по тилових фінських позиціях. Це викликало плутанину щодо масштабів нападу, зокрема рота, яка обороняла плацдарм, повідомила, що в атаці «немає нічого незвичайного».Зрештою, було створено три плацдарми в Патоніємі, Волоссула і Келії. Фінська артилерія змогла відбити другу і третю хвилі підкріплень, проте сили у розмірі батальйону вже висадилися в кожному з трьох плацдармів.
У районі Патоніємі радянські війська розгорнули свої великокаліберні кулемети на флангах фінів, перш ніж ті зрозуміли, що відбувається. Захисники змогли зупинити атаку на достатній час, щоб попередити штаб свого батальйону. Фінське командування відреагувало швидко, залучивши до оборони резервний батальйон, і за кілька годин більшість нападників були відкинуті назад по льоду або знищені. Однак спорадичний опір тривав до вечора, коли територія була остаточно зачищена.
Сектор Волоссула був піднятий по тривозі після того, як штаб полку був поінформований про висадку десанту в Патоніємі. Після доповіді про те, що радянських військ не видно, полк отримав наказ просуватися в напрямку Патоніємі. Однак радянські війська почали висаджувати десант на узбережжі, і вони були змушені мати справу з ними, перш ніж просуватися далі. Фінський батальйон, посланий на підкріплення роти, що обороняла пляж, потрапив під артилерійський обстріл, але все ж таки досяг мети протягом години. Коли вони туди прибули, радянські війська вже почали окопуватися. Почався інтенсивний бій, і радянські війська були відкинуті назад по льоду з великими втратами.
На ділянці Кел'я командир батальйону отримав повідомлення про те, що радянські війська перетинають кригу. Фінська артилерія відкрила вогонь одразу ж і не дозволила лівому крилу атаки досягти берега. До того часу, як вдалося мобілізувати резерви батальйону, решта атакуючих сил була вже на краю поля біля Кел'ї. Фінська контратака за допомогою артилерійського обстрілу відкинула їх назад до узлісся. Радянські війська окопалися і змогли відбити ще одну контратаку, бої тривали протягом усього дня.

### 26 грудня

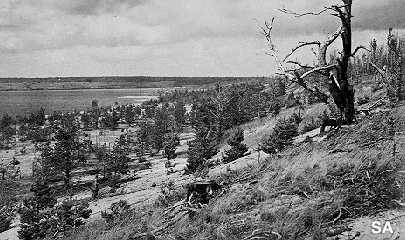
Мис Патоніємі з південного сходу

Протягом дня радянські війська намагалися відправити підкріплення по льоду, більшу частину з яких знищила фінська артилерія. Ще дві контратаки на радянські позиції, що окопалися, провалилися, і ситуація стала ще серйознішою. Фінське командування вирішило, що необхідна негайна і рішуча атака, щоб розрядити обстановку. Рано вранці 26 грудня рота фінів висунулася назустріч радянським військам. Не маючи артилерії та обіцяних мінометів, під сильним вогнем вони були змушені відступити.
Пізніше того ж дня почалася ще одна атака, цього разу двома ротами. На початку атаки вони досягли певних успіхів, але після того, як використали більшу частину боєприпасів і потрапили під потужний артилерійський обстріл, були змушені відступити. Решті батальйону було наказано утримувати свої позиції й не давати підкріпленню перетнути лід.
За словами фінських спостерігачів: «протягом трьох днів тривало це дороге просування по півмильній ділянці льоду. Підрозділи чисельністю до роти тимчасово заволоділи північним берегом — один підрозділ навіть досяг фінських артилерійських позицій біля Кел'ї — але основні атакувальні сили були зупинені або знищені на озері, яке було вкрите сотнями тіл».

### 27 грудня
Після артилерійського обстрілу радянських військ фіни розпочали ще одну контратаку. Ця атака не вдалася через сильний кулеметний вогонь, і вони були змушені знову відступити.
Пізніше того ж дня була проведена ще одна контратака з більшою артилерійською підтримкою. Вона увінчалася успіхом, оскільки розбитій фінській роті вдалося проникнути на радянські позиції. Після більш ніж семигодинного безперервного бою більшу частину радянського опору зламали, хоча й дорогою ціною. До ранку 28 грудня територію повністю зачистили, і битва при Кел'ї завершилася.

## Результат битви
Хоча атака кінець кінцем провалилася, їй вдалося виснажити резерви в секторі Тайпале. Фінам так не вистачало живої сили, що резерви із Західного перешийка довелося перекинути до Тайпале, що ще більше послабило їхні позиції. Проте, вони захопили багато вкрай необхідної радянської техніки, в тому числі 12 протитанкових гармат, 140 кулеметів, 200 ручних кулеметів та 1500 гвинтівок.